# مارتي يرفينن
مارتي يرفينن (بالفنلندية: Martti Järvinen)‏ هو لاعب كرة قدم فنلندي، ولد في 21 سبتمبر 1933.

## وصلات خارجية
- مارتي يرفينن على موقع قاعدة بيانات كرة القدم.إي يو (الإنجليزية)
- مارتي يرفينن على موقع عالم كرة القدم.نت (الإنجليزية)